# 세계 기계 체조 선수권 대회
틀:세계 체조 선수권 대회 정보
세계 기계 체조 선수권 대회는 국제 체조 연맹(FIG)이 주관하는 국제 기계 체조 대회이다. 1903년 벨기에의 안트베르펜에서 처음 열렸다.

## 역대 대회
| 연도   | 횟수            | 나라                   | 도시            | 남자 기계 체조  | 남자 기계 체조  | 남자 기계 체조  | 남자 기계 체조  | 남자 기계 체조  | 남자 기계 체조  | 남자 기계 체조  | 남자 기계 체조  | 여자 기계 체조  | 여자 기계 체조  | 여자 기계 체조  | 여자 기계 체조  | 여자 기계 체조  | 여자 기계 체조  |
| 연도   | 횟수            | 나라                   | 도시            | 단체 종합       | 개인 종합       |                 |                 |                 |                 |                 |                 | 단체 종합       | 개인 종합       |                 |                 |                 |                 |
| 1903년 | 제1회           | 벨기에                 | 안트베르펜      |                 |                 |                 |                 |                 |                 |                 |                 |                 |                 |                 |                 |                 |                 |
| 1905년 | 제2회           | 프랑스                 | 보르도          |                 |                 |                 |                 |                 |                 |                 |                 |                 |                 |                 |                 |                 |                 |
| 1907년 | 제3회           | 오스트리아-헝가리 제국 | 프라하          |                 |                 |                 |                 |                 |                 |                 |                 |                 |                 |                 |                 |                 |                 |
| 1909년 | 제4회           | 룩셈부르크             | 룩셈부르크      |                 |                 |                 |                 |                 |                 |                 |                 |                 |                 |                 |                 |                 |                 |
| 1911년 | 제5회           | 이탈리아 왕국          | 토리노          |                 |                 |                 |                 |                 |                 |                 |                 |                 |                 |                 |                 |                 |                 |
| 1913년 | 제6회           | 프랑스                 | 파리            |                 |                 |                 |                 |                 |                 |                 |                 |                 |                 |                 |                 |                 |                 |
| 1915   | 제1차 세계 대전 | 제1차 세계 대전        | 제1차 세계 대전 | 제1차 세계 대전 | 제1차 세계 대전 | 제1차 세계 대전 | 제1차 세계 대전 | 제1차 세계 대전 | 제1차 세계 대전 | 제1차 세계 대전 | 제1차 세계 대전 | 제1차 세계 대전 | 제1차 세계 대전 | 제1차 세계 대전 | 제1차 세계 대전 | 제1차 세계 대전 | 제1차 세계 대전 |
| 1917   | 제1차 세계 대전 | 제1차 세계 대전        | 제1차 세계 대전 | 제1차 세계 대전 | 제1차 세계 대전 | 제1차 세계 대전 | 제1차 세계 대전 | 제1차 세계 대전 | 제1차 세계 대전 | 제1차 세계 대전 | 제1차 세계 대전 | 제1차 세계 대전 | 제1차 세계 대전 | 제1차 세계 대전 | 제1차 세계 대전 | 제1차 세계 대전 | 제1차 세계 대전 |
| 1919   | 제1차 세계 대전 | 제1차 세계 대전        | 제1차 세계 대전 | 제1차 세계 대전 | 제1차 세계 대전 | 제1차 세계 대전 | 제1차 세계 대전 | 제1차 세계 대전 | 제1차 세계 대전 | 제1차 세계 대전 | 제1차 세계 대전 | 제1차 세계 대전 | 제1차 세계 대전 | 제1차 세계 대전 | 제1차 세계 대전 | 제1차 세계 대전 | 제1차 세계 대전 |
| 1922년 | 제7회           | 유고슬라비아 왕국      | 류블랴나        |                 |                 |                 |                 |                 |                 |                 |                 |                 |                 |                 |                 |                 |                 |
| 1926년 | 제8회           | 프랑스                 | 리옹            |                 |                 |                 |                 |                 |                 |                 |                 |                 |                 |                 |                 |                 |                 |
| 1930년 | 제9회           | 룩셈부르크             | 룩셈부르크      |                 |                 |                 |                 |                 |                 |                 |                 |                 |                 |                 |                 |                 |                 |
| 1931년 | 제10회          | 프랑스                 | 파리            |                 |                 |                 |                 |                 |                 |                 |                 |                 |                 |                 |                 |                 |                 |
| 1934년 | 제10회          | 헝가리                 | 부다페스트      |                 |                 |                 |                 |                 |                 |                 |                 |                 |                 |                 |                 |                 |                 |
| 1938년 | 제11회          | 체코슬로바키아         | 프라하          |                 |                 |                 |                 |                 |                 |                 |                 |                 |                 |                 |                 |                 |                 |
| 1942년 | 제2차 세계 대전 | 제2차 세계 대전        | 제2차 세계 대전 | 제2차 세계 대전 | 제2차 세계 대전 | 제2차 세계 대전 | 제2차 세계 대전 | 제2차 세계 대전 | 제2차 세계 대전 | 제2차 세계 대전 | 제2차 세계 대전 | 제2차 세계 대전 | 제2차 세계 대전 | 제2차 세계 대전 | 제2차 세계 대전 | 제2차 세계 대전 | 제2차 세계 대전 |
| 1946년 | 제2차 세계 대전 | 제2차 세계 대전        | 제2차 세계 대전 | 제2차 세계 대전 | 제2차 세계 대전 | 제2차 세계 대전 | 제2차 세계 대전 | 제2차 세계 대전 | 제2차 세계 대전 | 제2차 세계 대전 | 제2차 세계 대전 | 제2차 세계 대전 | 제2차 세계 대전 | 제2차 세계 대전 | 제2차 세계 대전 | 제2차 세계 대전 | 제2차 세계 대전 |
| 1950년 | 제12회          | 스위스                 | 바젤            |                 |                 |                 |                 |                 |                 |                 |                 |                 |                 |                 |                 |                 |                 |
| 1954년 | 제13회          | 이탈리아               | 로마            |                 |                 |                 |                 |                 |                 |                 |                 |                 |                 |                 |                 |                 |                 |
| 1958년 | 제14회          | 소련                   | 모스크바        |                 |                 |                 |                 |                 |                 |                 |                 |                 |                 |                 |                 |                 |                 |
| 1962년 | 제15회          | 체코슬로바키아         | 프라하          |                 |                 |                 |                 |                 |                 |                 |                 |                 |                 |                 |                 |                 |                 |
| 1966년 | 제16회          | 서독                   | 도르트문트      |                 |                 |                 |                 |                 |                 |                 |                 |                 |                 |                 |                 |                 |                 |
| 1970년 | 제17회          | 유고슬라비아           | 류블랴나        |                 |                 |                 |                 |                 |                 |                 |                 |                 |                 |                 |                 |                 |                 |
| 1974년 | 제18회          | 불가리아               | 바르나          |                 |                 |                 |                 |                 |                 |                 |                 |                 |                 |                 |                 |                 |                 |
| 1978년 | 제19회          | 프랑스                 | Strasbourg      |                 |                 |                 |                 |                 |                 |                 |                 |                 |                 |                 |                 |                 |                 |
| 1979년 | 제20회          | 미국                   | Fort Worth      |                 |                 |                 |                 |                 |                 |                 |                 |                 |                 |                 |                 |                 |                 |
| 1981년 | 제21회          | 소련                   | 모스크바        |                 |                 |                 |                 |                 |                 |                 |                 |                 |                 |                 |                 |                 |                 |
| 1983년 | 제22회          | 헝가리                 | 부다페스트      |                 |                 |                 |                 |                 |                 |                 |                 |                 |                 |                 |                 |                 |                 |
| 1985년 | 제23회          | 캐나다                 | 몬트리올        |                 |                 |                 |                 |                 |                 |                 |                 |                 |                 |                 |                 |                 |                 |
| 1987년 | 제24회          | 네덜란드               | 로테르담        |                 |                 |                 |                 |                 |                 |                 |                 |                 |                 |                 |                 |                 |                 |
| 1989년 | 제25회          | 서독                   | 슈트트가르트    |                 |                 |                 |                 |                 |                 |                 |                 |                 |                 |                 |                 |                 |                 |
| 1991년 | 제26회          | 미국                   | 인디애나폴리스  |                 |                 |                 |                 |                 |                 |                 |                 |                 |                 |                 |                 |                 |                 |
| 1992년 | 제27회          | 프랑스                 | 파리            |                 |                 |                 |                 |                 |                 |                 |                 |                 |                 |                 |                 |                 |                 |
| 1993년 | 제28회          | 영국                   | 버밍엄          |                 |                 |                 |                 |                 |                 |                 |                 |                 |                 |                 |                 |                 |                 |
| 1994년 | 제29회          | 오스트레일리아         | 브리즈번        |                 |                 |                 |                 |                 |                 |                 |                 |                 |                 |                 |                 |                 |                 |
| 1994년 | 제30회          | 독일                   | 도르트문트      |                 |                 |                 |                 |                 |                 |                 |                 |                 |                 |                 |                 |                 |                 |
| 1995년 | 제31회          | 일본                   | 사바에          |                 |                 |                 |                 |                 |                 |                 |                 |                 |                 |                 |                 |                 |                 |
| 1996년 | 제32회          | 푸에르토리코           | 산후안          |                 |                 |                 |                 |                 |                 |                 |                 |                 |                 |                 |                 |                 |                 |
| 1997년 | 제33회          | 스위스                 | 로잔            |                 |                 |                 |                 |                 |                 |                 |                 |                 |                 |                 |                 |                 |                 |
| 1999년 | 제34회          | 중국                   | 톈진            |                 |                 |                 |                 |                 |                 |                 |                 |                 |                 |                 |                 |                 |                 |
| 2001   | 제35회          | 벨기에                 | 헨트            |                 |                 |                 |                 |                 |                 |                 |                 |                 |                 |                 |                 |                 |                 |
| 2002년 | 제36회          | 헝가리                 | 데브레첸        |                 |                 |                 |                 |                 |                 |                 |                 |                 |                 |                 |                 |                 |                 |
| 2003년 | 제37회          | 미국                   | 애너하임        |                 |                 |                 |                 |                 |                 |                 |                 |                 |                 |                 |                 |                 |                 |
| 2005년 | 제38회          | 오스트레일리아         | 멜버른          |                 |                 |                 |                 |                 |                 |                 |                 |                 |                 |                 |                 |                 |                 |
| 2006년 | 제39회          | 덴마크                 | Århus           |                 |                 |                 |                 |                 |                 |                 |                 |                 |                 |                 |                 |                 |                 |
| 2007년 | 제40회          | 독일                   | 슈트트가르트    |                 |                 |                 |                 |                 |                 |                 |                 |                 |                 |                 |                 |                 |                 |
| 2009년 | 제41회          | 영국                   | 런던            |                 |                 |                 |                 |                 |                 |                 |                 |                 |                 |                 |                 |                 |                 |
| 2010년 | 제42회          | 네덜란드               | 로테르담        |                 |                 |                 |                 |                 |                 |                 |                 |                 |                 |                 |                 |                 |                 |
| 2011년 | 제43회          | 일본                   | 도쿄            |                 |                 |                 |                 |                 |                 |                 |                 |                 |                 |                 |                 |                 |                 |
| 2013년 | 제44회          | 벨기에                 | 안트베르펜      |                 |                 |                 |                 |                 |                 |                 |                 |                 |                 |                 |                 |                 |                 |
| 성적   |                 |                        |                 |                 |                 |                 |                 |                 |                 |                 |                 |                 |                 |                 |                 |                 |                 |

## 같이 보기
- 세계 체조 선수권 대회
- 올림픽 체조
- 국제 체조 연맹